# Fondazione CUOA
La Fondazione CUOA (Centro universitario di organizzazione aziendale) è una scuola di management, che svolge attività di formazione e sviluppo della cultura imprenditoriale e manageriale.
Ha sede nella settecentesca Villa Valmarana Morosini ad Altavilla Vicentina in provincia di Vicenza, a pochi chilometri dal capoluogo, nell'area del Nordest italiano.
Sorta nel 1957 come scuola di specializzazione post-universitaria all'interno della Facoltà di Ingegneria dell'Università di Padova, vede tra i propri soci le Università degli Studi di Padova, Trento, Trieste, Udine, Venezia, Verona e l'Università IUAV di Venezia, oltre a imprese, associazioni di categoria, istituti di credito, enti pubblici.
La fondazione è socio ordinario dell'Associazione italiana per la formazione manageriale  (ASFOR).

## Storia
Lino Zanussi nel 1957 idea la creazione di questa struttura, collocandola all'interno della facoltà di ingegneria dell'Università di Padova, come centro universitario per gli studi di organizzazione aziendale: primo obiettivo fu la realizzazione del corso di specializzazione post universitario in organizzazione aziendale, la cui prima edizione fu attivata nel 1958.

Nel 1959 il CUOA assume la denominazione di "Scuola post universitaria di organizzazione aziendale", per poi divenire scuola di specializzazione annessa alla facoltà di ingegneria dell'Università degli Studi di Padova.
Nel 1970 il CUOA diventa "Consorzio universitario per gli studi di organizzazione aziendale". La scuola si trasferisce a lungargine Portello. Scopo del consorzio è assicurare il funzionamento della scuola di specializzazione in organizzazione aziendale, promuovere le ricerche nel campo dell'organizzazione e gestione; finanziare iniziative ed attività volte alla diffusione e all'insegnamento delle discipline concernenti l'organizzazione di attività industriali e commerciali di enti e aziende.
Nel 1980 diventa sede didattica del CUOA la settecentesca nobiliare Villa Valmarana Morosini.
Sempre negli anni ottanta, riuscendo ad ottenere ulteriori fondi provenienti dal Fondo sociale europeo vengono sviluppate le attività per le imprese, per le banche e per lo sviluppo professionale dei giovani.
Tra il 1983 ed il 1986 entrano a far parte del consorzio l'Università di Venezia, l'Università di Verona, l'Università di Trento e l'Università di Udine.
Negli anni novanta avvengono ulteriori mutamenti organizzativi e vengono ampliate le aree di intervento. La formazione cerca di ampliare il suo raggio d'azione a livello internazionale e le iniziative coinvolgono sempre unitamente banche private e pubbliche amministrazioni, cercando di coinvolgere sempre più ampi spazi di queste ultime e rafforzando inoltre il legame con le piccole medie imprese.
Il 7 novembre 1997 il CUOA assume la forma giuridica di Fondazione.

## Presidenti
- Guido Ferro (1957-1970)
- Mario Formenton (1970-1980)
- Pilade Riello (1980-1990)
- Ottone Visconti D'Oleggio (1990-1992)
- Gian Carlo Ferretto (1992-2004)
- Elio Marioni (2004-2007)
- Vittorio Mincato (2007-2013)
- Matteo Marzotto (2013-2016)
- Federico Visentin (dal 2016)